# Hump-Dump-Affäre

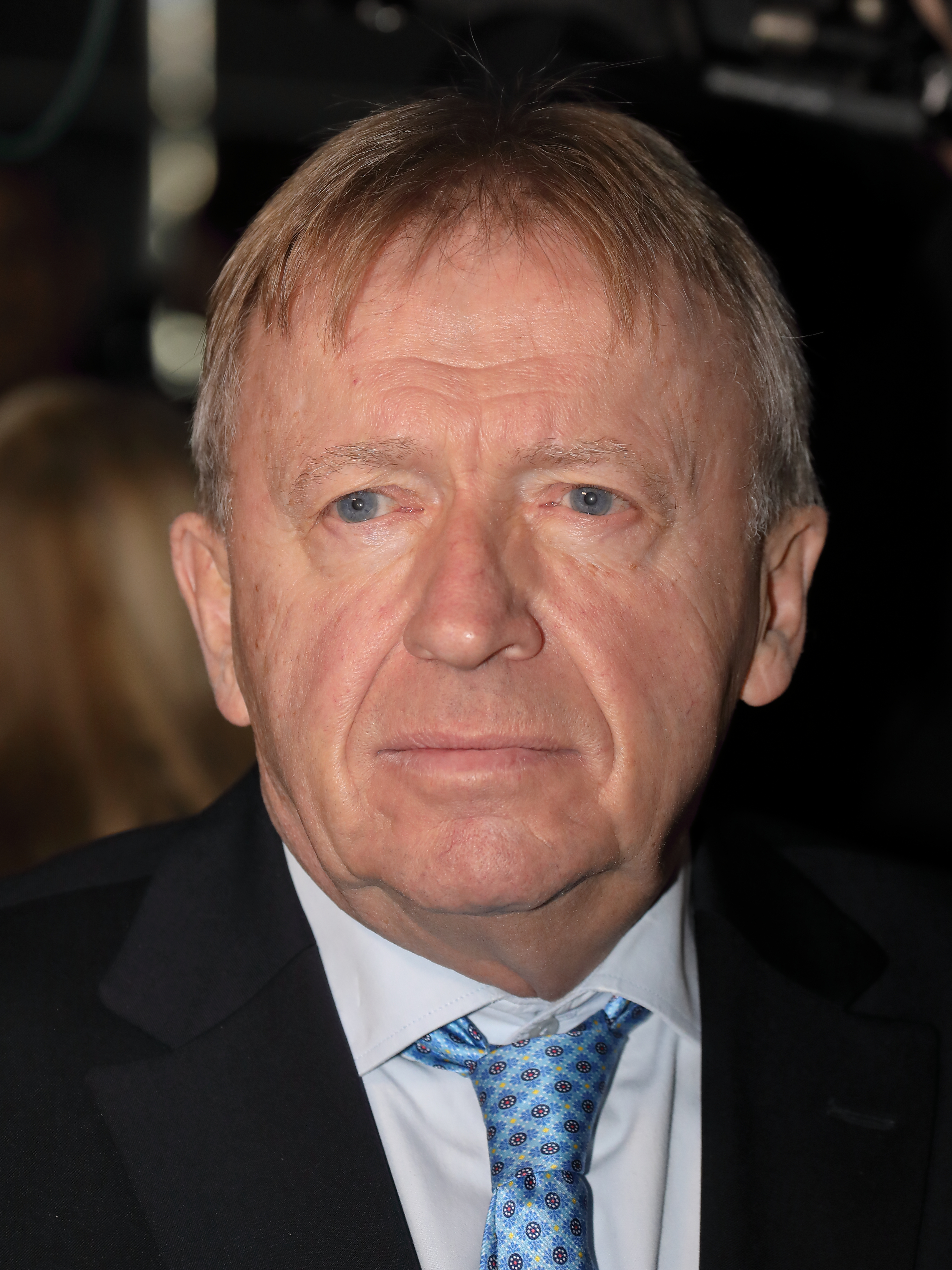
Hilmar Kabas, Auslöser der Affäre

Die Wörter Hump und Dump sind Schöpfungen des damaligen FPÖ-Landesparteiobmannes von Wien, Hilmar Kabas, die er im Jahr 2000 in die politische Diskussion in Österreich einbrachte. In der Folge verselbständigten sich diese Begriffe und wurden zu einem Synonym für eine „Politik der akustischen Missverständnisse“.  

## Vorgeschichte
Nach der  Nationalratswahl 1999 wurde am 4. Februar 2000 die neue österreichische Bundesregierung, eine Koalition aus FPÖ und ÖVP unter Bundeskanzler Wolfgang Schüssel (Bundesregierung Schüssel I), angelobt. Bundespräsident Thomas Klestil hatte zuvor zwei von der FPÖ vorgeschlagene Namen von der Liste der Minister gestrichen: Thomas Prinzhorn, der Finanzminister werden sollte, und Hilmar Kabas, der als Verteidigungsminister vorgesehen war. Die Angelobung wurde von Klestil mit betont emotionsloser Miene durchgeführt; seine Ablehnung dieser Koalition war bekannt. Der Regierungsbildung folgten heftige Proteste gegen die Regierungsbeteiligung der von Beobachtern als rechtspopulistisch bis rechtsextrem eingestuften FPÖ im In- und Ausland. Die Regierungen der anderen EU-Staaten reduzierten die Kontakte mit der österreichischen Regierung jeweils bilateral auf das erforderliche Mindestmaß (in Österreich weithin als „EU-Sanktionen“ bekannt).

## „Hump oder Dump“
Beim Landesparteitag der Wiener FPÖ am 7. Mai 2000 sagte Kabas in Bezug auf die vorangegangene Regierungsbildung und die „Sanktionen“ über Klestil: „Er hat sich wie ein Lump benommen, und es ist eine Schande, dass wir so einen Präsidenten haben.“ Mehrere Journalisten bezeugten die Authentizität des Zitats. Von der Austria Presse Agentur (APA) unmittelbar darauf angesprochen, wiegelte Kabas ab: „Das war eher ein Geblödel. Lump hab ich aber im Zusammenhang mit Klestil nicht gesagt. Es war so etwas wie Hump oder Dump, aber so genau weiß ich das nicht mehr.“
Sowohl die Bezeichnung des Bundespräsidenten als Lump als auch der Versuch, das Gesagte durch Wortneuschöpfungen herunterzuspielen – auch Kabas konnte auf Nachfrage nicht erklären, was er unter „Hump“ oder „Dump“ verstand –, stießen auf allgemeine Ablehnung. Im weiteren Verlauf der Affäre ermittelte die Staatsanwaltschaft Wien von Amts wegen, ob eine Ehrenbeleidigung des Staatsoberhaupts vorlag. Nach Vorliegen der Ermittlungsergebnisse entschied Klestil aber, nicht die Ermächtigung zu einer Strafverfolgung zu geben. 
Ein gerichtliches Nachspiel hatte die Affäre erst, als der Salzburger FPÖ-Obmann Karl Schnell auf einer Parteiveranstaltung im November 2000 sagte: „Lump ist da eigentlich ein harmloser Ausdruck. Wir alle kennen diesen Ausdruck. Lumpi nenn i mein Hund – des is a netta, liaba Falott.“ In diesem Fall gab Klestil die Zustimmung zur Strafverfolgung. Schnells Immunität als Landtagsabgeordneter wurde aufgehoben. Im Juli 2001 wurde er vom Landesgericht Wien zu einer Geldstrafe von 100.000 österreichischen Schilling (rund 7.200 Euro) verurteilt. Das Oberlandesgericht Wien bestätigte das Urteil im Dezember 2001.

### Politische Rhetorik nach der „Hump-Dump-Affäre“
Für die österreichische Innenpolitik hatte die Affäre auch insofern Folgen, als vermeintliche Hörfehler zum Mittel politischer Rhetorik zu werden drohten. Gemäß dem Protokoll eines ORF-Redakteurs drohte der damalige FPÖ-Sprecher Peter Westenthaler am 25. Jänner 2002 in einem Telefonat im Zusammenhang mit dem Zustandekommen einer ihm missliebigen  TV-Diskussionssendung dem Journalisten: „Dann gibt es Stunk!“ Nach Veröffentlichung des Protokolls durch den ORF dementierte Westenthaler; er habe gesagt „Dann kommt die Trunk!“, ohne aber erklären zu können, was die damals weitgehend unbekannte SPÖ-Bundesrätin Melitta Trunk mit der TV-Diskussion zu tun haben sollte.
Im November 2002 bezeichnete Jörg Haider nach Angaben aller anwesenden Journalisten Karl-Heinz Grasser, der zuvor als Mitglied der FPÖ Finanzminister geworden war und nach dem sogenannten Knittelfelder Putsch quasi zur ÖVP gewechselt war (offiziell wurde er parteiunabhängig), als „Verräter“, was erneut für Diskussionen über eine angemessene Sprache in der politischen Auseinandersetzung sorgte. Thomas Prinzhorn, damals stellvertretender Nationalratspräsident, erklärte, die Journalisten hätten sich verhört, denn Haider habe Grasser als „Verwehter“ bezeichnet.
Im September 2007 entstand eine Diskussion darüber, ob Tirols ÖVP-Landeshauptmann Herwig van Staa den ehemaligen deutschen Außenminister Joschka Fischer im Rahmen einer Jubiläumsfeier des Deutschen Alpenvereins in Vent im Ötztal als „Schwein“ bezeichnet oder nur von „Schweigen“ gesprochen habe, wie van Staa in der Folge beteuerte. Auch als nach einigen Tagen ein Tonbandmitschnitt der Rede auf der Internetseite des Umweltaktivisten Markus Wilhelm veröffentlicht wurde, konnte der Sachverhalt nicht zweifelsfrei geklärt werden.
Im Mai 2025 sprach der FPÖ-Nationalratsabgeordnete Christoph Steiner im Plenum von einer "grindigen Regierung", der Vorsitzende, FPÖ-Nationalratspräsident Walter Rosenkranz, gab zunächst an, sein Kollege habe bloß "windig" gesagt.

### Rezeption in der Öffentlichkeit
Die einzelnen, an sich sinnlosen Verballhornungen Hump und Dump hatten sich binnen weniger Stunden bis Tagen in der medialen Berichterstattung zum Kompositum Hump-Dump verdichtet, das mit dem Attribut der Abwertung einer leichtfertigen Rhetorik bzw. populistisch agierenden politischen Gruppierung versehen war. So wurden in den Medien Begriffe wie Hump-Dump-Politiker, Hump-Dump-Partei u. ä. verbreitet, womit stets eine Distanz zum Urheber Kabas und generell zu einer politischen Haltung wie der seinigen zum Ausdruck gebracht wurde. Die Hump-Dump-Affäre insgesamt galt als Symptom einer drohenden „Infantilisierung der Republik“, die sich darin äußere, dass „die Politik, je unlustiger sie wird, sich umso vehementer der Unterhaltungsbranche eingliedert, die das Missglückte, Schlechtgemachte, Dilettantische als das Authentische und Glaubwürdige verkauft“.
Gleichzeitig war mit der Kritik an den Verwendungsweisen solcher in den Medien neugebildeten Wörter immer auch ein gewisser Hohn und Spott über die Unbeholfenheit und Lächerlichkeit einer solchen Begründung verbunden. Das äußerte sich auch darin, dass dasselbe Wortbildungsverfahren von der politischen Gegenseite und von FPÖ-kritischen Medien in vielfacher Weise angewendet wurde. So reagierte beispielsweise nach der Korrektur Westenthalers „Dann kommt die Trunk“ die SPÖ Kärnten mit der Aussage, Westenthaler habe vielmehr „Hunk oder Zunk“ gesagt, und in der Tageszeitung Der Standard wurde unter anderem „Dumpes von Kubus“ analysiert.
Bei der Wahl zum österreichischen Unwort des Jahres 2000 durch Sprachwissenschaftler der Universität Graz wurde der Begriff „Hump-Dump“ hinter „soziale Treffsicherheit“ auf den zweiten Rang gesetzt. In der Begründung hieß es: „Hier handelt es sich um ein Un(sinn)wort im eigentlichen Sinn, denn ‚normale‘ Wörter haben einen Sinn. […] Sie wurden von ihrem Schöpfer aus Verlegenheit erfunden, ohne dass er je hätte angeben können, was sie bedeuten. Dabei ist es bis heute geblieben. Als Unwort kann es wohl auch deshalb betrachtet werden, weil das vermutlich tatsächlich Gesagte damit verhüllt bzw. abgestritten wurde, obwohl Ohrenzeugen das Gegenteil zu berichten wussten.“